# Kościół św. Józefa w Gardei
Kościół świętego Józefa w Gardei – rzymskokatolicki kościół filialny znajdujący się w dawnym mieście, obecnie wsi Gardeja, w województwie pomorskim. Należy do dekanatu Kwidzyn – Zatorze diecezji elbląskiej.

## Historia
Świątynia została wzniesiona w latach 1330-1340 w stylu gotyckim. Następnie została odnowiona po pożarze w 1559 roku. Pozostałością tej budowli jest kwadratowa wieża – dzwonnica, budynek o obronnym charakterze, podobna do wieży zamkowej, zwieńczona ponownie w 1879 roku. W jej północną ścianę został wmurowany żeliwny reper – pruski znak, który informuje o położeniu nad poziomem morza. Później do wieży została dostawiona w latach 1729-1731, bezstylowa, salowa nawa, która pełniła rolę zboru ewangelickiego. Taki stan rzeczy trwał do 1945 roku. Obecnie świątynia należy do katolików i nosi wezwanie świętego Józefa. Na ścianie jest powieszona tablica: „Na podziękowanie Bogu za powrót Gardei do Polski, a świątyni na użytek wiary katolickiej. W dniu poświęcenia kościoła staraniem pierwszego proboszcza franciszkanina tablice tę ufundowano. Gardeja 29 IX 1946 r.”.